# Ładza
Ładza est une localité polonaise de la gmina de Pokój, située dans le powiat de Namysłów en voïvodie d'Opole.